# Capela de Santo Antônio do Pobre Diabo
A Capela de Santo Antônio do Pobre Diabo, também conhecida como Capela do Pobre Diabo é uma capela no bairro de Cachoeirinha, Zona Sul de Manaus. Foi tombada como monumento histórico do estado pela Assembleia Legislativa do Amazonas pela Lei Estadual nº 8 de 28 de junho de 1965.

## Arquitetura
A capela, construída em tijolo e pedra e ladrilhada de mosaicos possui quatro metros de frente por oito de fundo. A capela é construída em estilo neogótico, com arcos trilobados aparecendo na fachada e no altar. Acima do arco trilobado da fachada existe uma máscara de referência greco-romana representando uma face humana estilizada que se mistura a volutas e torções. A capela também possui gablete em gesso, preenchido com cogulhos. Também os coruchéus das torres são ornados com cogulhos.

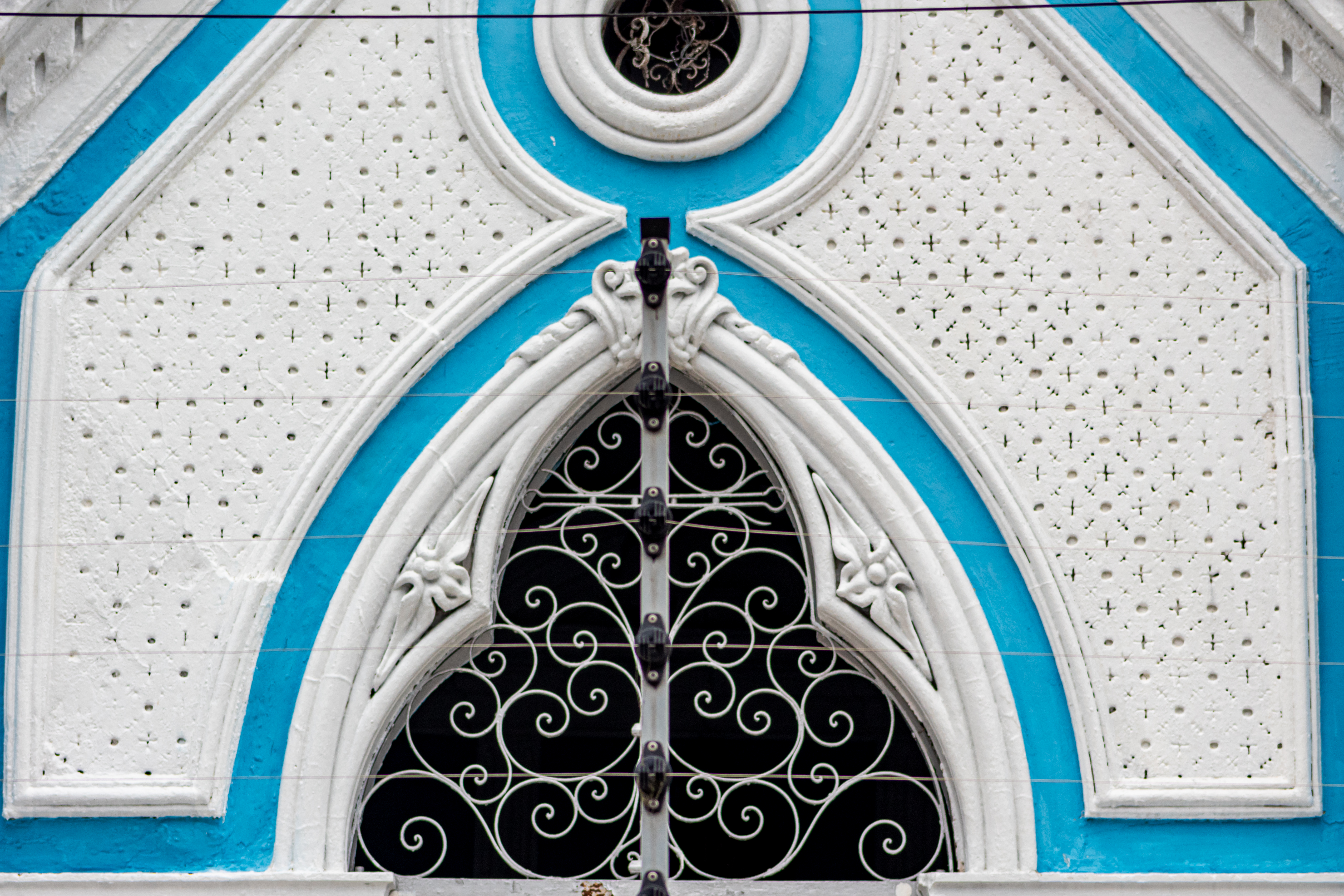
Arco gótico da fachada
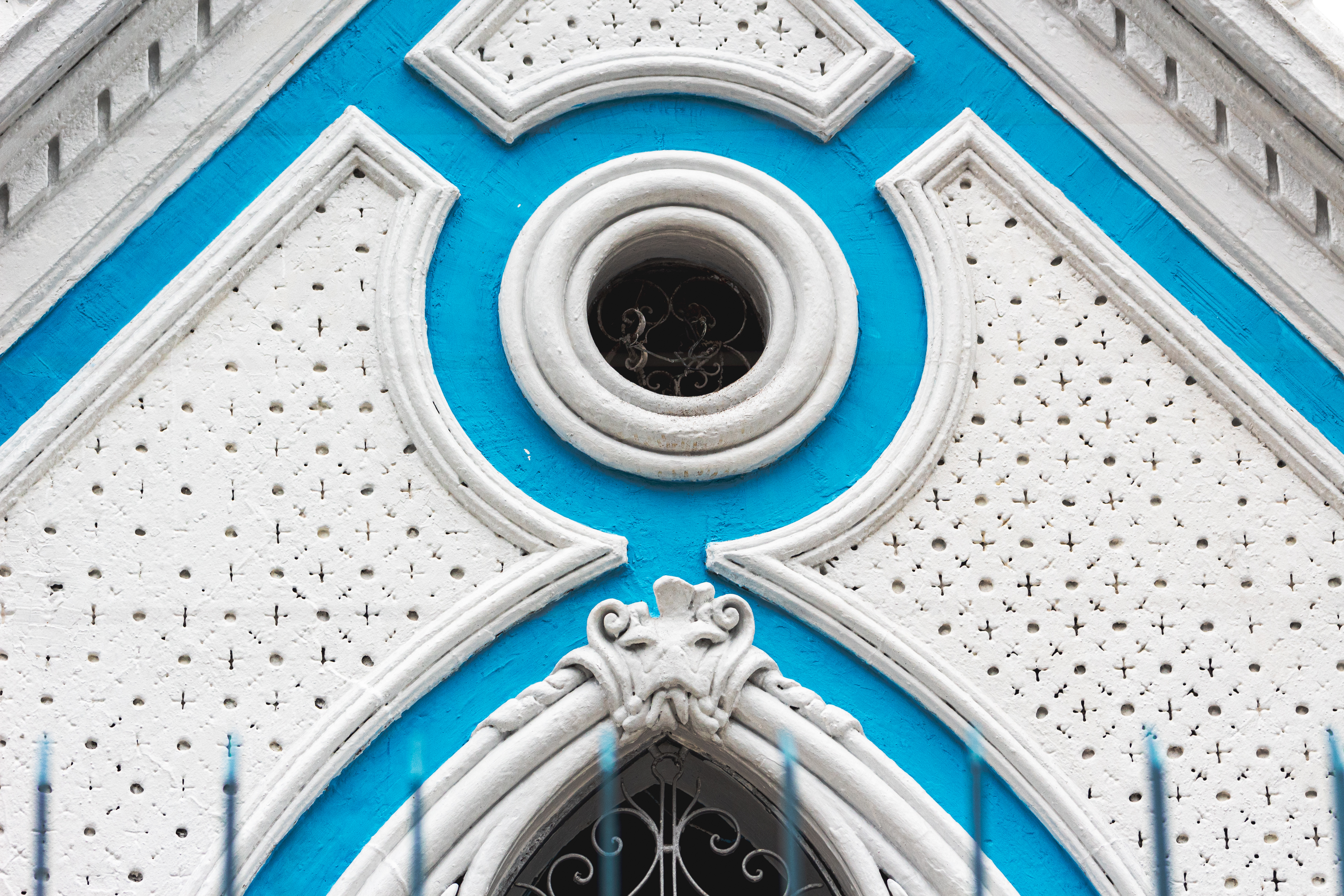
Detalhe do frontão
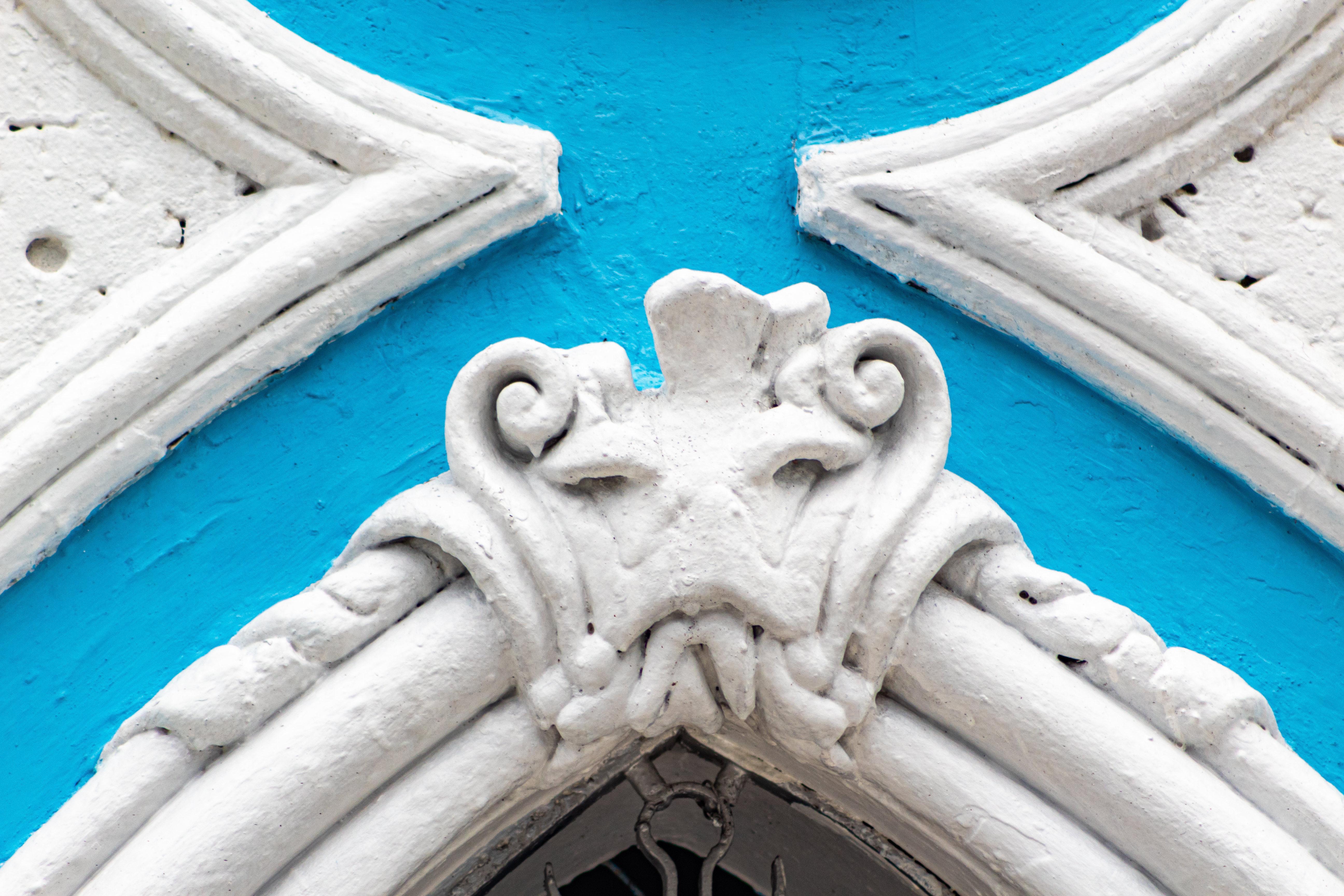
Máscara acima do arco

## História
A origem da construção possui algumas versões. Segundo o Diário Oficial do Estado do Amazonas, publicado em 11 de junho de 1927, o português Antônio José da Costa mudou-se para Manaus em 1875 e montou, em sociedade com José Joaquim de Souza Júnior um comércio na rua da Instalação, chamado Costa & Souza. Devoto de Santo Antônio, Costa reservou um espaço em uma das prateleiras do comércio para uma imagem do santo, adquirida em Belém do Pará.
Ao final de cada dia de trabalho, Costa rogava a seguinte frase ao santo antes de fechar o comércio: "Meu Santo Antônio, protegei este pobre diabo". Provavelmente foi daí que o comerciante recebeu o apelido de Pobre Diabo.
Findada a sociedade em 1878, Costa montou um novo comércio chamado O Pobre Diabo em referência ao próprio apelido. Em 1896, mudou-se para o bairro de Cachoeirinha e adquiriu o terreno onde hoje se situa a capela, próximo à então praça Floriano Peixoto, já extinta, entre as ruas Santa Isabel e atual Ipixuna.
Algumas versões dizem que a capela foi construída como agradecimento da esposa do comerciante, dona Cordolina Rosa de Viterbo, pela recuperação do mesmo, através de uma promessa a Santo Antônio, de quem também era devota. Outras dizem que a promessa partira do comerciante e que a graça almejada era a construção de uma padaria, cujos lucros seriam usados em grande parte para a construção da capela. Porém o comerciante teria ficado doente e então delegado a responsabilidade da construção da capela à sua esposa. Segundo o Diário Oficial do Estado do Amazonas, dona Cordolina cedeu a capela à Diocese de Manaus para o culto a Santo Antônio de Lisboa em 28 de outubro de 1897, desde que ela fosse a zeladora do templo enquanto fosse viva.
A capela foi abençoada em 13 de junho de 1901 pelo então bispo dicesano Dom José Lourenço da Costa Aguiar. Foi tombada como monumento histórico do estado pela Assembleia Legislativa do Amazonas pela Lei Estadual nº 8 de 28 de junho de 1965.
Comporta em média 20 pessoas. Ela se mantém constantemente fechada, sendo aberta eventualmente para turistas e nas comemorações do dia de Santo Antônio, em 13 de junho, ocasião em que ofecerem pães para a comunidade.